# Nhật Trung (đạo diễn)
Nguyễn Nhật Trung, thường được biết đến với nghệ danh Nhật Trung hoặc Trung Lùn (sinh ngày 8 tháng 1 năm 1972), là một nam đạo diễn, diễn viên kiêm người dẫn chương trình người Việt Nam.

## Cuộc đời và sự nghiệp
Anh tên thật là Nguyễn Nhật Trung, sinh ngày 8 tháng 1 năm 1972 tại Bình Định, là người con thứ 4 trong gia đình có 7 anh em.
Mẹ mất sớm vì bệnh khi anh mới 12 tuổi. Cha làm tài xế cho đoàn hát nên thường đi xa vắng nhà. Ông nội cũng là một diễn viên hát bội cũng thường đi lưu diễn. Vì vậy các anh em anh đều do bà nội nuôi dưỡng. Do gia cảnh khó khăn, các anh em đều phụ bán bánh bò để có thêm tiền sinh kế.
Do gia đình ít nhiều ảnh hưởng thiên hướng nghệ thuật, năm 18 tuổi, anh theo học trường Nghệ thuật Sân khấu 2 khóa năm 1991-1995. Tuy nhiên, trong những năm đầu, anh chỉ nhận được các vai diễn lót cho các nhóm hài Nhật Cường, Hữu Phước, Phương Bình và Hữu Lộc. Đồng thời cũng lái xe ôm vào ban ngày để có thêm thu nhập.
"Sự nghiệp xe ôm" kéo dài khoảng một năm rưỡi, anh được đạo diễn Công Ninh gọi về làm trợ giảng lớp diễn viên và làm diễn viên cho Đoàn Kịch Trẻ. Anh cũng dần được đôn lên vai chính trong các nhóm hài Tuổi Đôi Mươi của Nhật Cường – Hoàng Sơn, Phương Bình và 3 Chú nhóc của Thái Hòa – Đức Thịnh và dần được biết đến với biệt danh Trung Lùn. Sau khi nhóm hài 3 Chú Nhóc tan rã, anh lập nhóm hài Nhật Trung của riêng mình.
Sự nghiệp đạo diễn của anh khởi đầu từ video ca nhạc "Trọn đời bên em" của ca sĩ Lý Hải. Sự thành công của video ca nhạc này tạo tiền đề cho sự hợp tác tiếp theo của anh với Hoài Linh, Nhật Cường, Hoàng Sơn, Tấn Beo và Việt Hương. trong vai trò đạo diễn các video hài.
Làm đạo diễn tay ngang trong thời gian dài, anh mới bắt đầu đăng ký theo học lớp đạo diễn. Tuy nhiên, chỉ được gần 2 năm thì anh được nghệ sĩ Phước Sang mời làm đạo diễn phim truyền hình, do đó bỏ dở việc học.
Cuối thập niên 2010, sự nghiệp đạo diễn truyền hình của anh nổi tiếng với các sản phẩm remake từ những bộ phim truyền hình đình đám của Hàn Quốc như Gia đình là số 1 (2017), Ngôi sao khoai tây (2018), Gia đình là số 1 - Phần 2 (2019), Sui gia hay xui gia (2022). Từ năm 2020 đến nay, anh tập trung làm các series Hài tình huống trên kênh YouTube cá nhân.

## Danh sách phim đã đạo diễn

### Truyền hình
- Oan gia khó tránh
- Gia đình là số 1
- Ngôi sao khoai tây
- Sui gia hay xui gia

### Điện ảnh
- Làm giàu với ma (2024)

## Đời tư
Nhật Trung lập gia đình vào năm 2005. Vợ anh nhỏ hơn anh 12 tuổi. Hai người có với nhau 3 người con: 1 trai, 2 gái.